# St. Johannes der Täufer (Winklmoos)

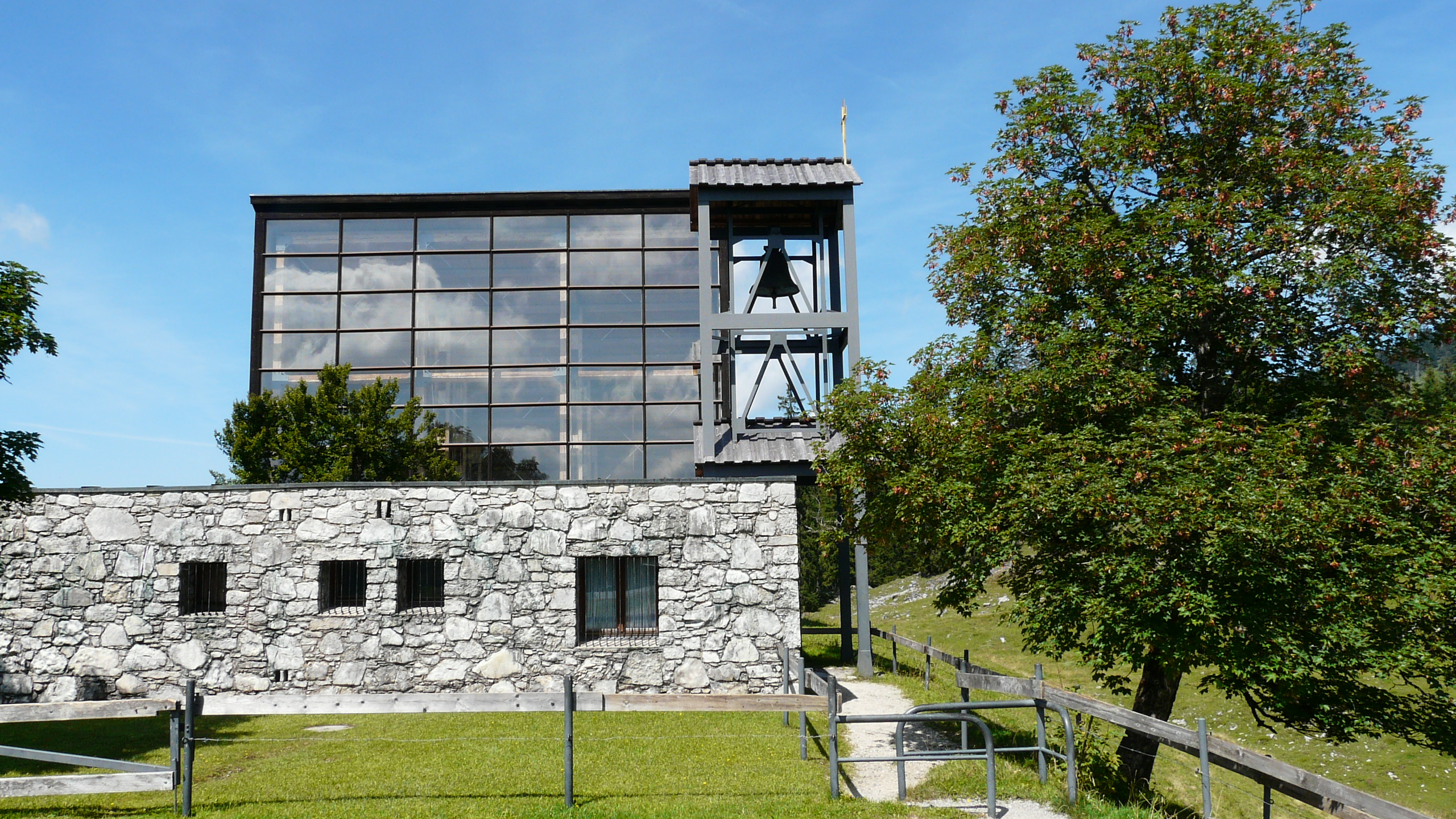
Außenansicht der Bergkirche St. Johann auf der Winklmoos-Alm von Süden

Die römisch-katholische Nebenkirche St. Johannes der Täufer (auch Bergkirche St. Johann oder St. Johann im Gebirg genannt) auf der Winklmoos-Alm bei Reit im Winkl ist ein modernes Kirchengebäude, das in den Jahren 1963 bis 1966 nach den Plänen von Josef Wiedemann und Karl Schmid errichtet wurde. Die Bergkirche, die auf einer Höhe von rund 1150 m ü. NN liegt, gehört zur Pfarrei St. Pankratius in Reit im Winkl und ist als Baudenkmal mit der Nummer D-1-89-139-46 beim Bayerischen Landesamt für Denkmalpflege eingetragen.
Die eigenwillig konzipierte, längsrechteckige Anlage mit Nord-Süd-Ausrichtung wird von einer Mauer aus Findlingen umschlossen. Die nördliche Hälfte der Anlage ist als Kirchenraum ausgebildet. Der 16 Meter lange und 14 Meter breite Raum wird von einem offenen Tragwerk aus Holzbalken überspannt und besitzt ein steil aufragendes Pultdach, das mit Rindenschindeln gedeckt ist. Die südliche Stirnwand zum Innenhof hin ist vollständig verglast. Auf einer steinernen Stufe an der Nordseite des Kirchenraumes befindet sich der Altar, der auf drei Seiten von einfachem, hölzernen Kirchengestühl umgeben ist. Die Kirche bietet rund 90 Sitzplätze.
Auf der gegenüberliegenden Seite des Innenhofes befinden sich Nebengebäude wie die Sakristei in der Höhe der Umfassungsmauer. Der Eingang zum Innenhof erfolgt auf der Ostseite unter dem Glockenträger, der aus Stahlprofilen zusammengesetzt ist.
Als Vorbild für den Bau dienten Rindenhütten der Holzarbeiter, die früher zahlreich in der umliegenden Berglandschaft zu finden waren und als Behausung für den Sommer dienten. Sämtliche Baustoffe stammen aus der Gemeinde Reit im Winkl, sodass der Bau in den 1960er Jahren nur unter großem Einsatz zahlreicher Pfarrangehöriger verwirklicht werden konnte.